# Trasporti in Antartide
L'Antartide è una meta raggiunta da poche persone ogni anno, principalmente ricercatori scientifici, giornalisti e documentaristi ma anche da un crescente numero di turisti. I collegamenti con il resto del mondo sono effettuati via nave e via aereo. La maggior parte delle basi scientifiche in Antartide sono localizzate lungo le coste e possono quindi essere riforniti di materiale e viveri via nave. All'interno del continente antartico i trasporti e gli spostamenti si effettuato via elicottero oppure con motoslitte o veicoli cingolati.
Negli anni e con alterne fortune sono stati sviluppati anche veicoli specifici per il movimento in Antartide, quali ad esempio lo Snow Cruiser americano degli anni trenta.
I trasporti sono resi difficili dalle condizioni ambientali e climatiche estreme, soprattutto durante l'estate (anche per via della notte polare).